# Lincoln (Rhode Island)
Lincoln és una població dels Estats Units a l'estat de Rhode Island. Segons el cens del 2000 tenia 20.898 habitants.

## Demografia
Segons el cens del 2000, Lincoln tenia 20.898 habitants, 8.243 habitatges, i 5.778 famílies. La densitat de població era de 442,6 habitants per km².
Dels 8.243 habitatges en un 32,6% hi vivien nens de menys de 18 anys, en un 56,8% hi vivien parelles casades, en un 10,2% dones solteres, i en un 29,9% no eren unitats familiars. En el 25,9% dels habitatges hi vivien persones soles el 12,1% de les quals corresponia a persones de 65 anys o més que vivien soles. El nombre mitjà de persones vivint en cada habitatge era de 2,51 i el nombre mitjà de persones que vivien en cada família era de 3,05.
Per edats la població es repartia de la següent manera: un 24,7% tenia menys de 18 anys, un 5,9% entre 18 i 24, un 28,8% entre 25 i 44, un 24,1% de 45 a 60 i un 16,5% 65 anys o més.
L'edat mediana era de 40 anys. Per cada 100 dones de 18 o més anys hi havia 85,9 homes.
La renda mediana per habitatge era de 47.815 $ i la renda mediana per família de 61.257 $. Els homes tenien una renda mediana de 41.508 $ mentre que les dones 30.089 $. La renda per capita de la població era de 26.779 $. Aproximadament el 3,9% de les famílies i el 5,2% de la població estaven per davall del llindar de pobresa.